# 2010年亚洲残疾人运动会伊拉克代表团
2010年亚洲残疾人运动会伊拉克代表团共派出75名运动员参赛，其中男运动员67名，女运动员8名。
奖牌榜：
| 名次 | 代表团 | 金牌 | 银牌 | 铜牌 | 总数 |
| ---- | ------ | ---- | ---- | ---- | ---- |
| 7    | 伊拉克 | 9    | 5    | 6    | 20   |

## 奖牌获得者

### 金牌
1. 侯赛因·朱布里：举重 - 男子52公斤级
2. 拉苏尔·穆赫辛：举重 - 男子56公斤级
3. 胡达·阿里：女子82.50公斤级
4. 阿马尔·阿里：轮椅击剑	 - 男子个人重剑B级
5. 法迪勒·达巴格：田径 - 男子跳远 - F46
6. 法迪勒·达巴格：田径 - 男子200米 - T46
7. 迈赫迪·萨阿迪：田径 - 男子铅球 - F12
8. 侯赛因·卡齐姆：田径 - 男子400米 - T13
9. 侯赛因·卡齐姆：田径 - 男子800米 - T13

### 银牌
1. 穆斯塔法·拉迪：举重 - 男子48公斤级
2. 法迪勒·达巴格：田径 - 男子三级跳远 - F4
3. 哈米德·侯赛因：田径 - 男子铅球 - F12
4. 哈米德·侯赛因：田径 - 男子铁饼 - F11
5. 维勒丹·努海拉维：田径 -  男子铅球 - F40

### 铜牌
1. 齐克拉·萨利姆：举重 - 女子56公斤级
2. 萨伊尔·阿里：举重 -  男子82.50公斤级
3. 法里斯·阿吉利：男子100公斤以上级
4. 库万·阿卜杜勒-拉希姆：田径 - 男子铅球 - F40
5. 伊拉克：田径 - 男子4x100米接力 - T35-38
6. 伊拉克：坐式排球 - 男子